# Слободка-Рахновская
Слободка-Рахновская (укр. Слобідка-Рахнівська) — село в Дунаевецком районе Хмельницкой области Украины.
Население по переписи 2001 года составляло 593 человека. Почтовый индекс — 32445. Телефонный код — 3858. Занимает площадь 1,763 км².

## Местный совет
32445, Хмельницкая обл., Дунаевецкий р-н, с. Маков, ул. Чапаева, 22

## Галерея
- Церковь
- Костёл
- Школа в селе